# Canarana marceloi
Canarana marceloi là một loài bọ cánh cứng trong họ Cerambycidae.